# The Pebble and the Penguin
The Pebble and the Penguin (literalment en català "El còdol i el pingüí") és una pel·lícula de comèdia musical animada estatunidenca i irlandesa. L'argument es basa en l'estil de vida dels pingüins d'Adèlia de l'Antàrtida. Fou dirigida i produïda per Don Bluth i Gary Goldman, i estrenada l'11 d'abril de 1995.

## Argument
A l'Antàrtida, cada pingüí ha d'oferir a la seva promesa el dia de la "festa de l'amor", la pedra més bella possible. Si ella l'accepta, els dos pingüins poden viure junts i feliços. Youbi, un pingüí una mica tímid en el fons, es troba una gemma verda encantadora, que pensa oferir al seu amor, Marina. Desafortunadament, el malvat Drake, una dur i violent  pingüí també s'enamora de la bella. Decideix segrestar-la i obligar-la a oblidar Youbi. Youbi busca Marina... Però no estarà sol en el seu viatge, coneix un pingüí anomenat Roco, que somia a volar. Amb Roco, Youbi per tant, estarà més segur, superarà les seves pors ... i trobarà Marina.

## Repartiment original
| Personatge   | Veu      |
| ------------ | -------- |
| Martin Short | Hubie    |
| Jim Belushi  | Rocko    |
| Tim Curry    | Drake    |
| Annie Golden | Marina   |
| Shani Wallis | Narrador |

## Cançons
| # | Títol                           | Performer(s)                  |
| - | ------------------------------- | ----------------------------- |
| 1 | "Now and Forever"               | Marina, i companyia           |
| 2 | "Sometimes I Wonder"            | Hubie                         |
| 3 | "The Good Ship Misery"          | Companyia                     |
| 4 | "Don't Make Me Laugh"           | Drake                         |
| 5 | "Sometimes I Wonder (Reprise)"  | Marina                        |
| 6 | "Looks Like I Got Me a Friend"  | Hubie i Rocko                 |
| 7 | "Now and Forever (Reprise)"     | Companyia                     |
| 8 | "Now and Forever (End Credits)" | Barry Manilow i Sheena Easton |